# 16 Litewska Dywizja Strzelecka
16 Litewska Dywizja Strzelecka (lit. 16-oji Lietuviškoji šaulių divizija) – związek taktyczny (dywizja) Armii Czerwonej podczas II wojny światowej.

## Szlak bojowy
18 grudnia 1941 najwyższe wojskowe władze ZSRR podjęły decyzję dotyczącą utworzenia w ramach Armii Czerwonej dywizji strzeleckiej złożonej częściowo z Litwinów. W rzeczywistości w jej składzie znalazła się nieduża liczba żołnierzy pochodzenia etnicznie litewskiego. Główną część stanowiło ok. 5 tys. Żydów pochodzących z obszaru Litwy. Resztę tworzyli przedstawiciele różnych narodowości zamieszkujących ZSRR Nazwa jednostki miała więc charakter bardziej propagandowy niż wynikający ze składu narodowościowego. Na jej czele stał gen. mjr Feliksas Baltušis-Žemaitis, zaś jego zastępcą i szefem sztabu był gen. mjr Vladas Karvelis. 1 maja 1942 miała miejsce uroczysta przysięga żołnierzy w języku litewskim.
15 sierpnia tego roku 16 DS została wysłana koleją na zaplecze frontu do rejonu na wschód od Tuły. W grudniu przydzielono ją do 3 Armii działającej w rejonie Briańska. W lutym 1943 jednostka rozpoczęła walkę z Niemcami w rejonie Aleksiejewki, ponosząc duże straty. W rezultacie wycofano ją na tyły i przeprowadzono reorganizację. Dowództwo objął gen. mjr V. Karvelis, zaś jego zastępcą i szefem sztabu został płk Adolfas Urbšas. W okresie maj-czerwiec stan liczebny 16 DS został odbudowany. W lipcu wzięła ona udział w składzie 48 Armii w wyjątkowo ciężkich walkach związanych z niemiecką operacją Cytadela w rejonie miejscowości Orzeł – Kursk. 23 lipca wraz z innymi jednostkami Armii Czerwonej przeszła do kontrofensywy, przełamując niemieckie linie obronne. W sierpniu została wycofana do centralnej Rosji na odpoczynek. 
Od 6 października uczestniczyła w walkach w rejonie Połocka. Od 22 czerwca 1944 w ramach potężnej operacji Bagration wyzwalała obszary Białorusi. 13 lipca przekroczyła granicę białorusko-litewską w rejonie Szawli, gdzie poniosła ciężkie straty. W sierpniu wydzieliła kadrę oficerską dla nowo formowanej na obszarze Litwy 50 Litewskiej Dywizji Strzeleckiej. Od 5 października działała w północno-zachodniej części Litwy w składzie 2 Armii Gwardyjskiej. W połowie października walczyła z powodzeniem w rejonie Kłajpedy z niemiecką Dywizją Grenadierów Pancernych „Großdeutschland”, co było jednym z jej najbardziej chwalebnych dokonań bojowych. 31 października została odznaczona sztandarem Czerwonej Gwiazdy, zaś 10 jej żołnierzy, w tym 4 Żydów, otrzymało tytuł Bohatera Związku Radzieckiego. Następnie 16 DS przemaszerowała w kierunku północnym do Kurlandii, gdzie walczyła z okrążonymi wojskami niemieckimi. W styczniu 1945 została na pewien czas wycofana z powrotem na Litwę, aby zlikwidować resztki wojsk niemieckich (m.in. znowu zdobyła Kłajpedę, która została odzyskana przez Niemców). Odtąd uzyskała przydomek Dywizja „Kłajpedzka”. W lutym powróciła do Kurlandii, działając tam do końca wojny. 8 maja przyjęła na swoim odcinku kapitulację wojsk niemieckich.

## Broń
W momencie sformowania 16 DS była uzbrojona w 7 tys. karabinów ręcznych, 150 karabinów automatycznych, ponad 900 pistoletów maszynowych, 220 lekkich karabinów maszynowych, ponad 100 ciężkich karabinów maszynowych, 9 przeciwlotniczych karabinów maszynowych, ponad 220 rusznic przeciwpancernych, 74 działa i 188 moździerzy.

## Organizacja i skład
Składała się z trzech pułków strzeleckich, liczących ok. 2-2,5 tys. żołnierzy. Pułki dzieliły się na trzy bataliony strzeleckie (600-800 ludzi). Batalion składał się z trzech kompanii strzeleckich, kompanii karabinów maszynowych i kompanii moździerzy. Pułk artylerii, liczący ok. 900 żołnierzy, dzielił się na trzy bataliony, każdy w składzie dwóch baterii dział polowych i baterii haubic. Specjalną rolę w dywizji odgrywała sekcja polityczna, która wydzielała żołnierzy do tzw. kompanii specjalnej. W jej ramach organizowane były kursy polityczno-ideologiczne, przygotowujące kadry Litewskiej SRR. Ich zadaniem miało być też zwalczanie antykomunistycznych nacjonalistów.
W skład 16 DS wchodziły:
- 167. pułk strzelecki
- 156. pułk strzelecki
- 249. pułk strzelecki
- 224. pułk artylerii
- 18. kompania rozpoznawcza
- 93. batalion saperów
- 367. kompania samochodowa
- 351. kompania samochodowa
- 148. bateria artylerii przeciwlotniczej
- 73. batalion łączności
- 80. batalion medyczny
- 23. kompania obrony chemicznej
- 62. piekarnia polowa
- 965. dywizjonowy szpital weterynaryjny
- 1668. (1985.) stacja poczty polowej
- 1209. kasa terenowa Banku Państwowego[2]